# Francisco Martín Melgar
Francisco Martín Melgar y Rodríguez Carmona (Madrid, 31 août 1849 - Paris, 3 mars 1926), comte de Melgar (es), est un homme politique, écrivain et journaliste  espagnol, connu pour avoir été le secrétaire personnel de prétendants carlistes.